# Астраханське козацьке військо
Астраханське козацьке військо (рос. Астраханское козачье войско, Астраханські козаки — створено в 1817 з козаків Нижнього Поволжя, що несли сторожову службу на Волзі з часу приєднання Астрахані до Росії (1556). У 1737 в Астрахані була сформована трьохсота команда для конвоювання кур'єрів, пошти і караульної служби, реорганізована 28 березня 1750 в Астраханський п'ятисотенний полк, який був розселений на правому березі Волги від Астрахані до Чорного Яру.
На початку XIX ст. до полку приєднали царицинську, камишинську, саратовську козачі команди, залишки волзьких козаків, деяка кількість калмиків і татар. У 1817 полк, що складався з 16 сотень, був реорганізований у триполкове Астраханське козаче військо. В 1833 було вилучене з ведення Кавказького корпусу і підпорядковане астраханському губернаторові як наказному отаманові.
У 1872 розділено на 2 відділи і замість 3 установлено 1 кінний полк. Астраханське козаче військо займали 4 станиці при містах Царицині, Саратові, Чорному і Красному Ярах, 16 юртових станиць і 57 хуторів, земельний фонд становив 808 тис. дес., зокрема у станиць 706 тис. дес. Населення — близько 40 тис. чол. (1916). У мирний час виставляло 1 кінний полк (4 сотні) і 1 гвардійський взвод, у воєнний час — 3 кінних полки (12 сотень),1 гвардійський взвод, 1 батарею, 1 особливу і 1 запасну сотні (всього 2,6 тис. чол.). Брало участь у франко-російській війні 1812 року, російсько-турецьких війнах XIX ст. і Першій світовій війні.
Улітку 1917 року Астраханське козацьке військо увійшло до складу державного утворення під назвою «Південно-Східний Союз козацьких військ, горців та вільних народів степів». Восени 1917 калмицький народ був прийнятий до складу астраханського козацтва. У січні 1918 року відбулося повстання астраханських козаків та калмиків проти більшовиків, яке зазнало поразки після двох тижнів вуличних боїв. В 1920 Астраханське козацьке військо остаточно ліквідоване.

## Карти

1858
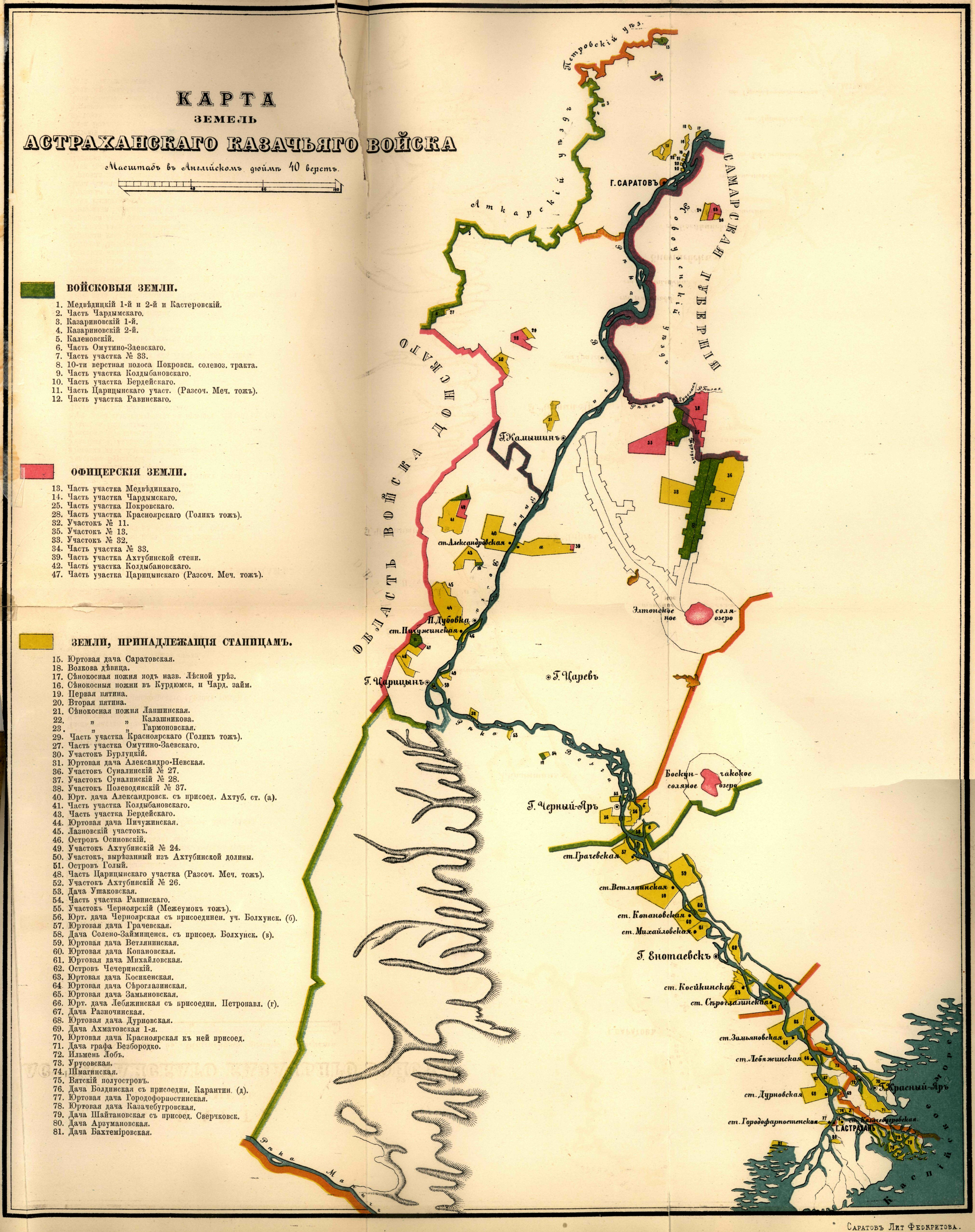
1890
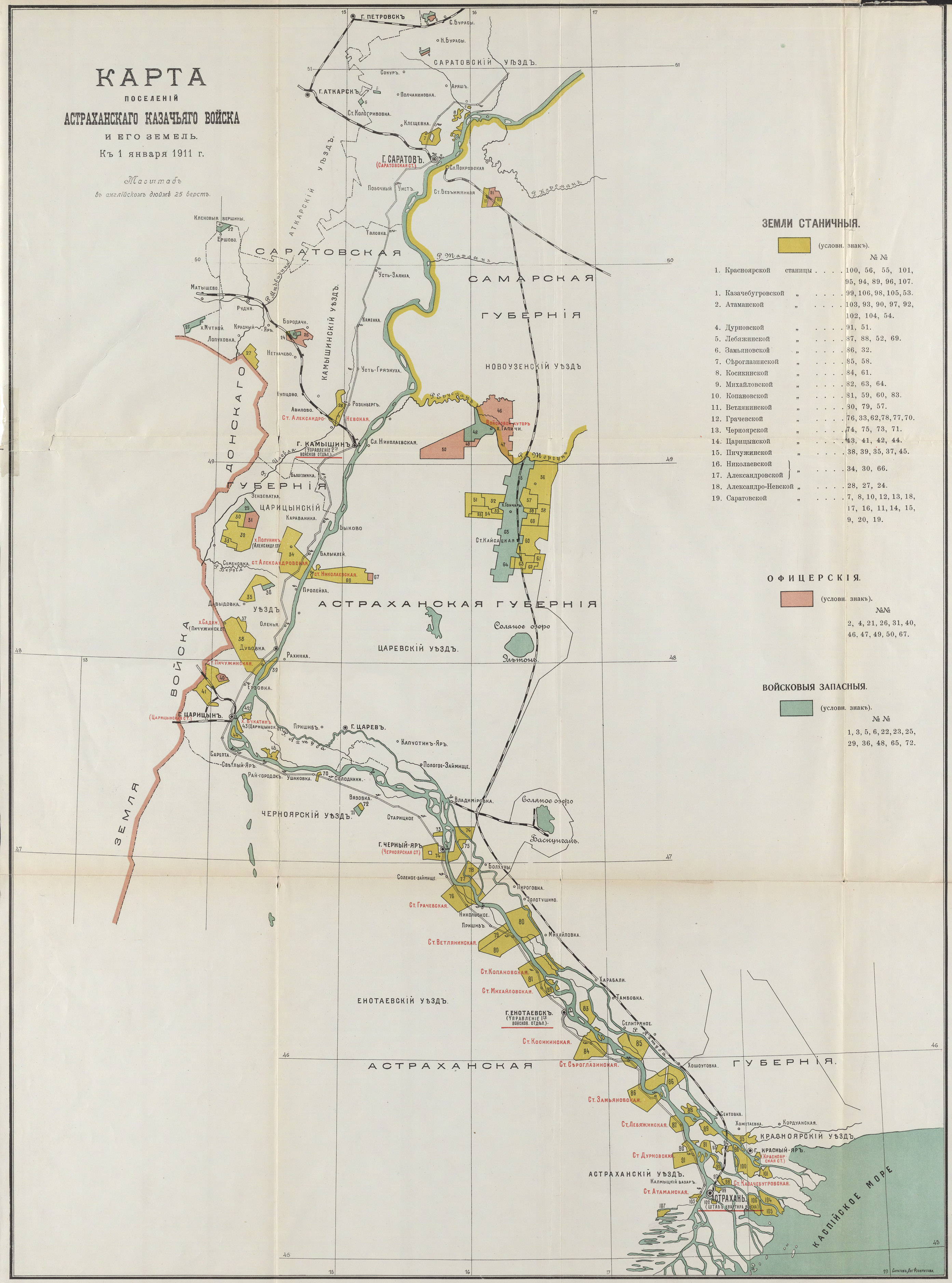
1911